# Ínac
D'acord amb la mitologia grega, Ínac (en grec antic: Ἴναχος 'Ínakhos') va ser un déu fluvial de l'Argòlida, fill d'Oceà i de Tetis. Es diu que en altre temps regnava al país d'Argos, i que es va casar amb la nimfa Mèlia i d'aquesta unió en van néixer dos fills, Foroneu, Egialeu i una filla, Io. Mèlia també era filla d'Oceà i de Tetis.
Segons els argius, Ínac va viure abans del naixement dels homes, i el seu fill Foroneu va ser el primer humà. Segons altres versions, és contemporani d'Erictoni i d'Eumolp, que vivien a Atenes i a Eleusis. Una llegenda explica que va reunir homes després del diluvi de Deucalió, i els va establir a la plana del riu Ínac, al qual va donar el seu nom.
Quan Hera i Posidó es disputaven el poder sobre el país, Ínac va ser triat com a àrbitre de la disputa, juntament amb Cefís i Asterió. Ell va decidir en favor de la deessa, i Posidó, irritat, el va maleir, i per això el riu Ínac queda sec tot l'estiu i no es torna a omplir fins que arriben les pluges.
Les aventures de la seva filla Io, transformada en vaca per Zeus, li van causar gran pena. També es diu que va intentar de perseguir Zeus, el raptor de la seva filla, i el déu li va enviar en contra una erínia, Tisífone, que no el deixava de turmentar i va acabar llençant-se al riu, que fins llavors s'havia anomenat Haliàcmon, i va rebre el seu nom. Una variant explica que Zeus el va fulminar provocant la sequera del riu.
Era considerat el fundador de la dinastia argòlica.